# Апева
Апèва е нова форма в поезията, създадена през 2016 г. в Унгария от българина Тодор А. Симеонов.    

## Основни правила
Апевата е неозаглавено стихотворение от пет реда, като първият ред съдържа една сричка, а всеки следващ с по една повече – общо 15 срички. С това тази форма е най-кратката в поезията. 
При писането на апеви не е позволено една дума да се разделя и частите ѝ да се пренасят на по-долния ред, същото важи и за частиците за сравнителна и за превъзходна степен. Текстът на апевата, обикновено, е разположен в центъра на реда, като по този начин се образува една характерна пирамида или елхичка. 
Като основно правило апевата е едно завършено произведение, но все по-често се среща използването на тази форма за създаване на по-дълги поетични произведения (поема в апева, песен в апева). 
Може също да се говори за букет от апеви, когато отделните творби запазват своята самостоятелност, но помежду им има и нещо, което ги обединява.  

## Примери
| „                 | Дъжд мие мръсен свят. Свеж, чист полъх… над море от кал… | “ |
| Тодор А. Симеонов |                                                          |   |

| „                 | Връх под мен покорен! Вей ме, ветре, волно да летя! | “ |
| Тодор А. Симеонов |                                                     |   |

|
| „                               | Как от дъгата цвят да взема? Сама ти. дъга си!. | “ |
| Живодар Душков – обърната апева |                                                 |   |

|
| „                 | Стих след стих. Забрава няма. Вечност гради нощта с мен. | “ |
| Яна Василева-Цури |                                                          |   |

## Поява
В печатна форма първите четири апеви се появяват през пролетта на 2016 г. в сборника от произведения на Тодор A. Симеонов „Сега, някога“.
В началото на 2017 г. издателят на книги „Changing World“ обявява литературен конкурс, в който вземат участие повече от 60 души. Резултатът от състезанието е томът „Apeva 2017“, с близо 280 стихотворения, написани в апева-форма.
Творби в такава форма скоро се появяват на няколко литературни портала и голям брой поети любители или начинаещи започват да пишат такива кратки стихотворения. Почитателите на новия жанр правят редица експерименти и създават огледална апева, апева от 5 думи, апева от 15 думи, апева палиндром, гласна апева и др. 

## Оценка
Професионалната рецепция на новата форма в поезията е положителна от самото начало. Тамаш Тарян, който представя произведенията от Празничната седмица на книгата през 2017 г., я смята за вълнуващо и обещаващо литературно развитие.

## Разпространение
От 2017 г. на няколко различни езика във Фейсбук са създадени групи, свързани с Апева, и страници, популяризиращи стихотворения, написани в такава форма.
Апева-стихотворения се пишат на английски, на български, на латински, на руски, на унгарски и на френски език.   